# BLIND
『BLIND』（ブラインド）は、KATZEのメジャー・デビュー・スタジオ・アルバム。1988年10月21日発売。発売元はテイチクエンタテインメント。

## 解説
同日にシングル「TEEN/CHEEK TIME」が同時発売された（「CHEEK TIME」はアルバム未収録）。

## 再発盤
1996年8月21日、廉価版で再発。
2008年7月23日、リマスタリング・紙ジャケット仕様で再リリース。
2020年10月14日、MEG-CDで再発。

## 収録曲
全編曲：KATZE・村松邦男
作詞・作曲：中村敦（特記以外）／作曲：KATZE（1）尾上賢（4,5）高山克彬（3,7,9）／作詞：尾上賢（4）
1. BLIND EMOTION
2. MOTION
3. IN THE MOONLIGHT
4. DEAR MY
5. TEEN
6. SHOCKING PART II
7. HEART VISION
8. LOST BOY
9. SOME DAY
10. この雨の向こうに…